# Acentroscelus
Acentroscelus Simon, 1886 è un genere di ragni appartenente alla famiglia Thomisidae.

## Distribuzione
Le 11 specie note di questo genere sono diffuse in America meridionale: Brasile (7 specie), Perù, Argentina, Guyana e Guyana francese

## Tassonomia
Il genere è considerato sinonimo anteriore di Whittickius Mello-Leitão, 1940, a seguito di un lavoro dell'aracnologa Rinaldi del 1984.
Non sono stati esaminati esemplari di questo genere dal 1984.
A giugno 2014, si compone di 11 specie:
- Acentroscelus albipes Simon, 1886[2] — Brasile
- Acentroscelus gallinii Mello-Leitão, 1943 — Argentina
- Acentroscelus granulosus Mello-Leitão, 1929 — Brasile
- Acentroscelus guianensis (Taczanowski, 1872) — Perù, Guiana francese
- Acentroscelus muricatus Mello-Leitão, 1947 — Brasile
- Acentroscelus nigrianus Mello-Leitão, 1929 — Brasile
- Acentroscelus peruvianus (Keyserling, 1880) — Perù
- Acentroscelus ramboi Mello-Leitão, 1943 — Brasile
- Acentroscelus secundus Mello-Leitão, 1929 — Brasile
- Acentroscelus singularis (Mello-Leitão, 1940) — Guyana
- Acentroscelus versicolor Soares, 1942 — Brasile